# Wutong (socken i Kina, Tibet)
Wutong (kinesiska: 吾通, 吾通乡) är en socken i Kina. Den ligger i den autonoma regionen Tibet, i den sydvästra delen av landet, omkring 680 kilometer öster om regionhuvudstaden Lhasa.
Genomsnittlig årsnederbörd är 531 millimeter. Den regnigaste månaden är juli, med i genomsnitt 166 mm nederbörd, och den torraste är december, med 1 mm nederbörd.